# Borøya (Tvedestrand)
Borøya (også skrevet Borøy) er en ø yderst i Oksefjorden mod syd og vest, og med Hagefjorden på østsiden,   i Tvedestrand kommune i Agder fylke i Norge.Øen, der  har et areal på 3,58 km²,  har broforbindelse til fastlandet mod nord ved Snaresund. Der er bebyggelser blandt andet i Borøykilen, Utgårdstrand og Snaresund. Højeste punkt er Rendalsfjell der er  67 moh. 
De ældste skriftlige kilder staver ofte navnet Borøy med e i første stavelse (f.eks. Berøy). Førsteleddet kan komme af det norrøne beri (bjørn) eller ber (bær).
I sommeren 1839 flygtede den tyske operakomponist Richard Wagner og hans kone Minna Planer fra kreditorer i Riga til London. 27. juli blev de mødt af en voldsom storm under sejladsen over Nordsøen. Skibet blev bragt ud af kurs og kaptajnen søgte nødhavn i Sandvika på Borøya. Sejladsen var en del af inspirationen til operaen Den flyvende hollænder. Ved indsejlingen gennem skærgården nær Askeflu skal ekkoet fra mandskabets sang ved en høj fjeldvæg have inspireret Wagner til temaet i operaen.